# Dolina marina

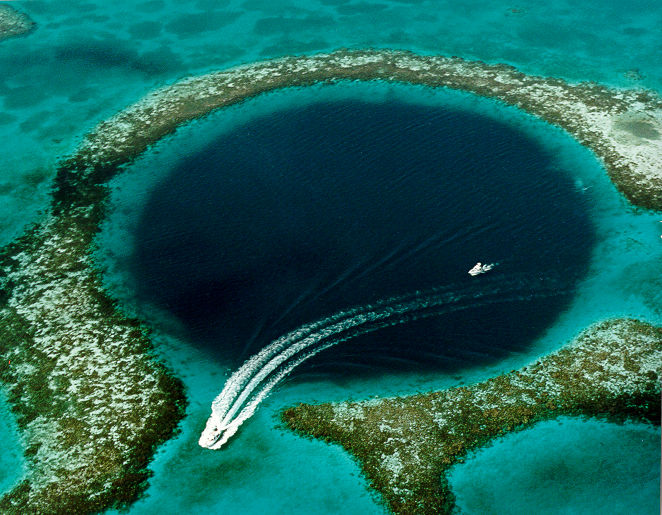
Great Blue Hole

Una dolina marina è una grande dolina carsica subacquea, la cui formazione si deve a fenomeni di carsismo avvenuti quando il livello del mare era considerevolmente più basso, come nel Pleistocene. In seguito all'innalzamento dei mari tali doline vengono invase dall'acqua marina.
Tra le più famose si annoverano:
- Taam Ja', nella baia di Chetumal, Messico, con una profondità superiore ai 420 m;
- Dolina marina Yongle, nelle isole Paracelso, Cina, di 300,89 m;
- Dean's Blue Hole, nelle Bahamas, di 202 m;
- Great Blue Hole, in Belize, di 123 m;
- Blue Hole, nel golfo di Aqaba, di 100 m;
- numerose doline marine si trovano nelle isole Andros, Bahamas.